# الرت بای، بریتیش کلمبیا
الرت بای، بریتیش کلمبیا (به انگلیسی: Alert Bay, British Columbia) یک منطقهٔ مسکونی در کانادا است که در Regional District of Mount Waddington واقع شده‌است.

## خصوصیات
الرت بای ۱٫۷۸ کیلومترمربع مساحت و ۵۵۶ نفر جمعیت دارد و ۳۰ متر بالاتر از سطح دریا واقع شده‌است.